# 桑港〜SISCO〜
桑港～SISCO～（しすこ、1986年4月17日 - ）は、日本の俳優、MC、タレント、歌手。山口県出身。エンターテイメント集団「男の浪漫」、劇団東京ハイビームに所属。

## 略歴
2006年に、総合エンターテインメント集団「男の浪漫」結成。
2009年に、レコード会社との約束『無料メルマガ会員3000人登録を達成すること』を果たし、1stアルバムでメジャーデビュー。
2011年に、2ndアルバム発売。東日本大震災復興ボランティア、ホリプロ主催のチャリティーイベント『song for you』に参加。
2013年に、大阪へ拠点を移す。
2015年に、京都テレビのドラマシリーズ「ショート・ショウ2」の1話と最終話で主人公を演じる。また、東京へ拠点を移す。
2016年に、ご当地アイドルNo.1を決める「U.M.U AWARD 2016」にてMCを務める。

## 人物
趣味:ジャンプを読むこと、家族団欒
特技：ピアノ、空手、カレー作り

## 出演

### ドラマ
- ドラマシリーズ「ショート・ショウ2」1話、最終話(2015年) - 主演

### 舞台
- 東京ハイビームvol.11『My Sweet Baby』(2017年5月、作,演出：吉村ゆう) - 主演
- グミ東アジア演劇祭公式招聘作品 韓国ツアー『ゴーストよ、こんにちわ』(作,演出：吉村ゆう、 2017年9月6日～9月7日釜山 ハンギョルアートホール・2017年9月10日 グミ東アジア演劇祭参加) - マルコビッチ役
- 東京ハイビームvol.12『SHORT GUN THIRD SHOT』(オムニバス公演)（2017年12月、作：鈴木アツト・鹿目由紀・清野拓人・中澤功・吉村ゆう、演出：吉村ゆう） - 『ムギちゃん、ハルちゃん、五万円』 店長役 / 『その扉は開けないで～Don't open the door～』 主演・サダオ 役/『佑ちゃんのチェンジアップ』海老原巻男役/『アニバーサリー』 主演・旅人2 役/『ゴーストよ、こんにちわ』マルコビッチ役
- 東京ハイビーム×ベニバラ兎団　合同企画 2～3月ロングラン公演「Selection Theater」(2018年2月20日～3月10日)※「俺たちの旅路｣～サダオシリ-ズ～に出演。久下恭平独り芝居『リリアン』に日替わりゲスト出演。
- 第31回池袋演劇祭参加作品 東京ハイビームvol.15『ホスピタル』（2019年9月、作・演出：吉村ゆう） -